# Lignocellulose
La lignocellulose est composée de lignine, d’hémicellulose et de cellulose en proportions variables. Elle est très présente dans la paroi des cellules des végétaux, du bois et de la paille. Ses molécules s’organisent en polymères et ont une structure fibrillaire,,.
Actuellement, la lignocellulose attire l'attention car elle pourrait consister en la source du bioéthanol lignocellulosique,. En effet, la cellulose contient du glucose, qui, une fois extrait, peut être converti en éthanol par fermentation. L'hémicellulose génère des pentoses (sucres à cinq atomes de carbone) qui sont difficilement convertibles en biocarburant par les micro-organismes actuels. Il est cependant coûteux d'extraire la cellulose et l'hémicellulose de la matière première, car la lignine, molécule très solide, doit être cassée auparavant.